# 이흥주
이흥주(1943년 1월 16일 ~ )은 대한민국의 정치인으로 선진통일당 중앙위 의장, 자유선진당 최고위원, 국무총리 비서실장 등을 역임하였다.

## 학력
- 1961년 경동고등학교 졸업
- 1965년 명지대학교 행정학 학사

## 경력
- 1993년 ~ 1994년 : 국무총리비서실장
- 1995년 ~ 1996년 : 명지대학교 정치외교학과 겸임교수
- 1996년 ~ 1997년 : 단국대학교 행정학과 전임강사
- 대한태권도협회 상임부회장
- 대한체육회 위원
- 삼성전자 상임고문
- 제15대 자유선진당 총재특보
- 제16대 자유선진당 총재특보
- 제17대 자유선진당 총재특보
- 자유선진당 최고위원
- 자유선진당 서울시당 위원장
- 2011년 4월 : 자유선진당 중앙위원회 의장
- 선진통일당 최고위원
- 선진통일당 중앙위원회 의장